# SDS-PAGE

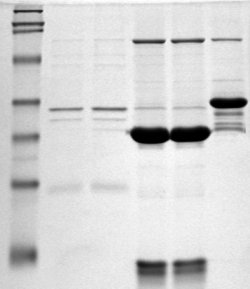
Imatge de SDS-PAGE. El marcador molecular corre en el carril de l'esquerra.

L'SDS-PAGE és l'acrònim en anglès de Sodium Dodecyl Sulfate Polyacrylamide Gel Electrophoresis (electroforesi en gel de poliacrilamida amb dodecilsulfat sòdic). És una tècnica àmpliament utilitzada en bioquímica, genètica, biologia molecular i antropologia forense per separar les proteïnes d'acord amb la seva mobilitat electroforètica (és a dir, en funció de la longitud de la cadena polipeptídica, massa molecular, modificacions postraduccionals i altres factors). Gràcies al SDS la majoria de proteïnes adquireixen una relació càrrega/massa idèntica, per la qual cosa s'obté un fraccionament que obeeix únicament a la longitud de la cadena. És el mètode d'electroforesi emprat amb major profusió per analitzar proteïnes.

## Procediment
La dissolució de proteïnes que es van a analitzar es barregen en primer lloc amb SDS, un detergent aniònic que desnaturalitza les proteïnes, eliminant les seves estructures secundàries i terciàries (però sense alterar els enllaços disulfurs i conferint a més una càrrega negativa a cada proteïna en proporció a la seva massa). Abans de l'addició de SDS, les diferents proteïnes que tenen masses moleculars similars migren de forma diferent a causa de diferències en la proporció càrrega/massa, ja que cada proteïna té un punt isoelèctric diferent. Si l'electroforesi es realitza així, sense afegir SDS, es parla de PAGE nativa. El problema es resol afegint SDS, ja que en unir-se i desplegar la proteïna, se li proporciona una càrrega negativa gairebé uniforme al llarg de la longitud de la cadena polipeptídica.
L'SDS s'uneix en una proporció d'aproximadament d'1,4 g SDS per 1,0 g de proteïna (encara que les proporcions d'unió poden variar entre 1,1 i 2,2), proporcionant una relació càrrega/massa aproximadament uniforme per a la major part de les proteïnes, de manera que es pot assumir que la distància de migració en el gel està directament vinculada només a la de la proteïna desplegada (longitud de la seva cadena, nombre d'aminoàcids o massa molecular). Es pot afegir un colorant traçador a la dissolució de proteïnes per permetre a l'investigador seguir el curs de l'electroforesi.